# Lichaam (biologie)
Een lichaam is het geheel van een meercellig organismen dat uit de eigen lichaamscellen is opgebouwd. Dieren en mensen hebben een lichaam. De cellen van het lichaam hebben een voor elk organisme uniek genoom. Het begrip lichaam wordt vooral in de dierfysiologie gebruikt, voor dieren die ledematen hebben. 
De vaatholten in het maag-darmstelsel worden beschouwd buiten het lichaam te liggen, omdat deze niet door epitheel, dus door een laag cellen, dan wel een celmembraan, bijvoorbeeld in de longblaasjes, is afgescheiden van het externe milieu. Dit in tegenstelling tot holtes in andere organen, zoals de holte van het hart. Het bloed circuleert in het hart en vaatstelsel, maar is van het buitenmilieu afgesloten, dus hoort bij het lichaam.
Somatiek is de zorg bij chronische lichamelijke aandoeningen.